# كتلة زيامة الجبلية
كتلة زياما هي سلسلة جبلية مغطاة بالغابات ومحمية طبيعية في منطقة نزيريكوريه بجنوب شرق غينيا. تمتد كتلة زياما  على طول 100 كم من الشمال الشرقي إلى الجنوب الغربي في جنوب شرق غينيا، وتستمر في ليبيريا تحت اسم سلسلة كبو . تبلغ أعلى قممها 1,436 متراً عند قمة جبل زياما. تُشكِّل الكتلة منطقة تقسيم مائي بين نهر سانت بول شرقًا ونهر لوفا غربًا من جهة، وروافد نهر ماو شمالًا من جهة أخرى .

## المناخ
تتميز المنطقة بمناخ مداري رطب ويتميز مناخ المنطقة بالأمطار السنوية: 1,700-2,300 ملم . وهناك فترة موسم الجفاف: نوفمبر- مارس ودرجات الحرارة تكون في المتوسط السنوي: 24°م ودرجة الحرارة الدنيا في فصل الشتاء هي 15°م.

## التنوع البيولوجي
تحوي المحمية تنوعاً بيولوجياً فريداً يشمل أكثر من 1,300 نوع نباتي منها 32 مستوطناً، و78 نوعاً من الثدييات مثل فيل الأدغال الإفريقي وشمبانزي غرب إفريقيا، و287 نوعاً من الطيور 17% من طيور إفريقيا،  و54 نوعاً من الزواحف.

## التهديدات الرئيسية
تواجه هذه المنطقة تحديات بيئية متعددة كالتوسع الزراعي، وقطع الأشجار غير القانوني، والصيد الجائر، والتعدين الحرفي. في المقابل، تُجرى أبحاث علمية نشطة تركز على رصد تأثير تغير المناخ، ودراسات التنوع الجيني، وبحوث الطب التقليدي لمواجهة هذه التهديدات ودعم الاستدامة.

## الأنشطة المتاحة
تقدم المحمية أنشطة سياحية وبحثية متنوعة، حيث تتوفر 12 مساراً معتمداً للمشي لاستكشاف الطبيعة، و3 مواقع رئيسية مخصصة لمراقبة الطيور، بينما تُنظم الزيارات البحثية للحفاظ على التوازن البيئي بشرط الحصول على ترخيص مسبق.

## وصلات خارجية
الموقع الرسمي لليونسكو
قاعدة البيانات العالمية للمناطق المحمية